# عبلهن (حديبو)

تعديل مصدري - تعديل

عبلهن هي إحدى قرى مديرية حديبو التابعة لمحافظة سقطرى، بلغ تعداد سكانها 51 نسمة حسب تعداد اليمن لعام 2004.